# Bulbophyllum caloglossum
Bulbophyllum caloglossum là một loài phong lan thuộc chi Bulbophyllum.